# Frédéric Magné
Pour les articles homonymes, voir Magné.
Frédéric Magné est un coureur cycliste sur piste français, né le 5 février 1969 à Tours. Devenu entraîneur, il est directeur du Centre mondial du cyclisme entre 2009 et 2019.

## Biographie
Il a remporté au cours de sa carrière sept titres de champion du monde : 3 de keirin et 4 de tandem (tous avec Fabrice Colas). Spécialiste du keirin, il détient le record de podiums obtenus aux championnats du monde de la spécialité, 6 au total (3 or, 3 bronze). Il a participé à quatre éditions des Jeux olympiques (1988, 1992, 1996 et 2000), sans gagner de médaille. Il a terminé 8e du kilomètre en 1988, éliminé au deuxième tour du tournoi de vitesse en 1992, 6e de la vitesse en 1996 et 6e du keirin en 2000. Après les championnats du monde 2000 à Manchester, il met un terme à sa carrière.
Après avoir été entraîneur de la Fédération japonaise de 2006 à 2009, il devient en avril 2009 directeur du Centre mondial du cyclisme à Aigle en Suisse. À ce titre, il supervise les talents venant de pays avec de faibles infrastructures sportives.
En 2010, il est choisi comme athlète modèle pour le cyclisme à l'occasion des premiers Jeux olympiques de la jeunesse d'été à Singapour. Durant les JOJ, les athlètes modèles ont pour rôle de guider les jeunes athlètes en restant avec eux au village, en assistant aux compétitions et en participant à l'activité « Discussion avec les champions ». En 2016, il commente les épreuves de cyclisme sur piste des Jeux olympiques de Rio sur France Télévisions avec Nicolas Geay.
En novembre 2019, il est licencié de son poste de directeur du Centre mondial du cyclisme  à la suite d'un certain nombre de plaintes lui reprochant harcèlement moral, discrimination envers certains athlètes et abus de biens sociaux . Frédéric Magné et son avocat ont démenti l'ensemble de ces allégations, s'appuyant sur le fait que ses évaluations professionnelles ont toujours été irréprochables, que des stagiaires de tous les continents ont décroché des médailles mondiales et en fournissant nombre de témoignages favorables . En janvier 2020, il est  recruté comme consultant de la Fédération indonésienne de cyclisme.
En 2021, il crée la société RENSHO spécialisée dans les conseils en mobilités actives et organisations d'évènements.
En 2023, il collabore avec la ville de Châteauroux pour le projet "Rensho Tous à vélo" pour favoriser les déplacements à vélo en ville.

## Palmarès

### Jeux olympiques
- Séoul 1988
  - 8e du kilomètre
- Barcelone 1992
  - Éliminé au deuxième tour de la vitesse
- Atlanta 1996
  - 6e de la vitesse
- Sydney 2000
  - 6e du keirin

### Championnats du monde
- Vienne 1987
  -  Champion du monde de tandem (avec Fabrice Colas)
- Gand 1988
  -  Champion du monde de tandem (avec Fabrice Colas)
- Lyon 1989
  -  Champion du monde de tandem (avec Fabrice Colas)
- Valence 1992
  -  Médaillé d'argent de la vitesse
  -  Médaillé de bronze du keirin
- Palerme 1994
  -  Champion du monde de tandem (avec Fabrice Colas)
- Bogota 1995
  -  Champion du monde de keirin
  -  Médaillé de bronze de la vitesse
- Manchester 1996
  -  Médaillé de bronze du keirin
- Perth 1997
  -  Champion du monde de keirin
- Berlin 1999
  -  Médaillé de bronze du keirin
- Manchester 2000
  -  Champion du monde de keirin

### Coupe du monde
- 1995
  - 1er du keirin à Manchester
- 1997
  - 2e du keirin à Cali
  - 2ede la vitesse par équipes à Trexlertown
- 1998
  - 1er du keirin à Victoria
  - 1er de la vitesse à Victoria
  - 2e de la vitesse par équipes à Victoria
  - 2e de la vitesse à Berlin
  - 2e de la vitesse par équipes à Berlin

### Jeux méditerranéens
- 1991
  -  Médaillé d'argent du kilomètre

### Six jours
- Six Jours de Bordeaux : 1995 (avec Etienne De Wilde)

### Championnats de France
- 1988
  -  Champion de France du kilomètre
- 1989
  -  Champion de France du kilomètre
- 1990
  -  Champion de France du kilomètre
- 1991
  -  Champion de France du kilomètre
- 1992
  -  Champion de France de vitesse
- 1993
  -  Champion de France de keirin
  - 3e de la vitesse
- 1994
  -  Champion de France de vitesse
  -  Champion de France de keirin
- 1996
  -  Champion de France de keirin
  - 2e de la vitesse
- 1997
  - 3e du keirin
- 1998
  - 2e du keirin
- 1999
  - 3e de la vitesse
- 2000
  -  Champion de France de keirin
  - 3e de la vitesse

### Grands Prix
- 1989
  - Grand Prix de Copenhague
- 1993
  - 3e du Grand Prix de Paris